# Rezolucja Rady Bezpieczeństwa ONZ nr 97
Rezolucja Rady Bezpieczeństwa ONZ nr 97 została przyjęta jednomyślnie 30 stycznia 1952 r.
Jej decyzją rozwiązano Komisję Zbrojeń Konwencjonalnych ONZ.